# Les Pujols
Les Pujols (okzitanisch Les Pujòls) ist eine französische Gemeinde mit 862 Einwohnern (Stand: 1. Januar 2022) im Département Ariège in der Region Okzitanien liegt. Die Gemeinde gehört zum Arrondissement Pamiers und zum Kanton Pamiers-2. Die Einwohner werden Pujolais genannt.

## Lage
Les Pujols liegt etwa neun Kilometer ostsüdöstlich von Pamiers. An seiner östlichen Gemeindegrenze mündet der Douctouyre in den Grand Hers. Les Pujols wird umgeben von den Nachbargemeinden Saint-Amadou im Norden, Saint-Félix-de-Tournegat im Nordosten, Vals im Osten, Rieucros im Osten und Südosten, Les Issards im Südosten, Arvigna im Südosten und Süden, Coussa im Süden und Südwesten, Verniolle im Südwesten und Westen sowie La Tour-du-Crieu im Westen und Nordwesten.
Im Gemeindegebiet liegt der Flugplatz Les Pujols.

## Bevölkerungsentwicklung
| 1962                       | 1968 | 1975 | 1982 | 1990 | 1999 | 2006 | 2012 | 2019 |
| -------------------------- | ---- | ---- | ---- | ---- | ---- | ---- | ---- | ---- |
| 389                        | 387  | 375  | 417  | 470  | 521  | 635  | 740  | 831  |
| Quellen: Cassini und INSEE |      |      |      |      |      |      |      |      |

## Sehenswürdigkeiten
- (Wehr-)Kirche Saint-Blaise, Ende des 13., Anfang des 14. Jahrhunderts wohl umgebaut, Glockenmauer bereits 1333

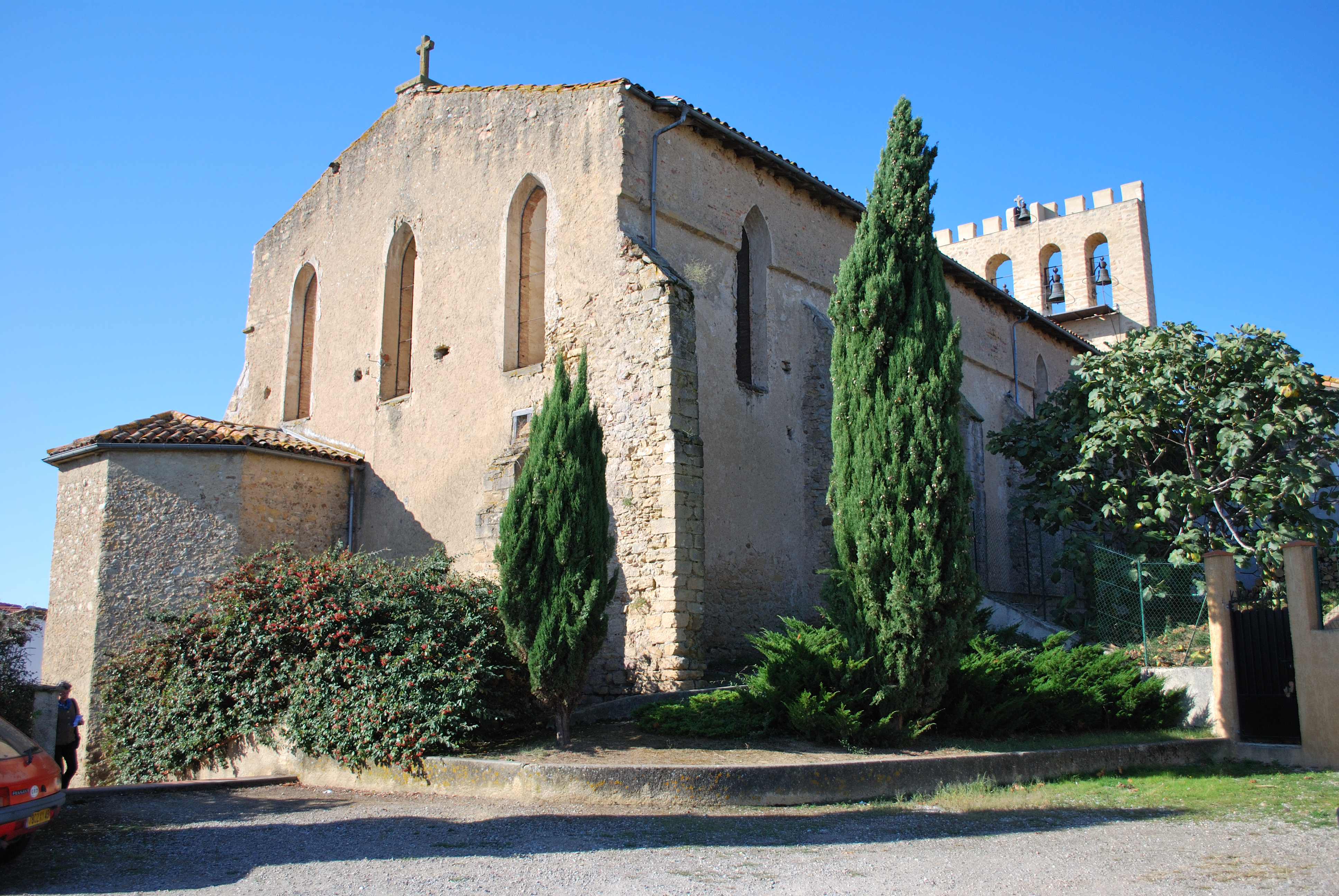
Kirche Saint-Blaise

- Brunnen

## Persönlichkeiten
- Alain Fauré (1962–2018), Politiker (PS)